# Сорока-воровка (фильм, 1958)
«Сорока-воровка» — фильм Наума Трахтенберга 1958 года по мотивам одноименной повести Александра Герцена.

## Сюжет
Актёры захудалого театра Щепин и Угрюмов отправляются искать лучшей доли в крепостной театр богатого князя Скалинского. Князь тепло встречает известного своим талантом Щепина и его товарища комика Угрюмова. Князь сразу предлагает Щепину роль судьи в пьесе «Сорока-воровка». Щепин поражен большим талантом Анеты - исполнительницы главной роли.
Щепин пытается встретиться с актрисой, и хотя слуги князя поначалу не пускают его к Анете, ему удается добиться позволенья князя на встречу. Она рассказала Щепину свою историю. Раньше она принадлежала другому помещику, который ценил её как актрису. Уже тогда Скалинский пытался выкупить актрису, но помещик решительно отказал. Вскоре он умер, предварительно написав вольные актёрам своего театра, но его наследник, польстившись барышом, предложенным князем за актёров труппы, подкупив поверенных, уничтожил вольные.
Анета досталась князю. Князь не сдержал обещания представить актрису лучшим театрам Москвы и Петербурга. Он отверг предложение дирекции императорских театров, желавшей выкупить актрису, и вместо этого предложил Анете стать его любовницей. Встретив решительный отпор, князь решает сделать жизнь актрисы невыносимой. В отместку Анета принимает ухаживания её давнего и тайного воздыхателя Степана.
Монолог актрисы прерывает Степан. Его увозят в рекруты, и он желает проститься со своей любимой. Но, несмотря на вмешательство Щепина, Степану не дают последний раз увидеться с Анетой.
Щепин, несмотря на щедрые посулы князя, решается вернуться в свой старый театр. Ему сообщают, что Анета пыталась покончить с собой. Она при смерти и объясняет Щепину причину своего поступка – она не желает своему будущему ребенку холопьей доли. Щепин в театре при большом стечении народа сообщает, что спектакля не будет, главная актриса умерла, не желая жить в неволе.
Щепин и Угрюмов уезжают в свой старый театр.

## В ролях
- Зинаида Кириенко — Анета[1]
- Николай Афанасьев — Щепин
- Владимир Покровский — князь
- Виктор Коршунов — Степан
- Анатолий Кубацкий — Угрюмов
- Сергей Калинин — управляющий
- Александр Граве — Наследник[2]
- Николай Шамин — помещик

### В эпизодах
- В. Кольцов
- Георгий Светлани
- Иван Лобызовский
- Л. Гранкина